# Лебедич Ігор Миколайович
І́гор Микола́йович Лебе́дич (1936-8.07.2019[джерело?]) — кандидат технічних наук (1980), дійсний член ГО Академії будівництва та ГО Академії архітектури України, лауреат Державної премії України 2006 року в царині архітектури, нагороджений орденом «Знак Пошани», медалями, відзнакою «Знак пошани» київського міського голови.

## Життєпис
Батько його був інженером.
Закінчив навчання в Київському інституті інженерів водного господарства, направлений на працю до проектного інституту по застосуванню металевих конструкцій в будівництві (ТОВ «Укрінстальком ім. В. М. Шимановського»), де відпрацював понад 50 років.
Починаючи 1970 роком, очолює один з найбільших наукових проектних інститутських підрозділів.
Під його керівництвом та за участю розроблено велику кількість проектів для різних куточків колишнього СРСР, в Україні збудовано
- ангари у аеропортах міст Бориспіль, Донецьк, Миколаїв,
- високовольтна випробувальна зала трансформаторного заводу Запоріжжя,
- багатоповерхові пансіони в Криму, зокрема — корпуси санаторіїв «Сосновий гай» та «Форос»,
- промисловий комплекс Коломийського заводу розподільних пристроїв,

Харківський театр опери та балету,
- в місті Південне — універсальний ігровий спротивний комплекс «Олімп»,
- покриття трибуни дніпропетровського стадіону «Дніпро»,
- у Києві — каркаси готелю «Київ», громадського центру «Український дім»,
- інженерного корпусу Інституту електрозварювання ім. Є. О. Патона, Дім торгівлі.

По його проектах збудовано висотну будівлю Національної бібліотеки України ім. В. І. Вернадського, оранжерейний комплекс в ботанічному саду, Меморіальний комплекс «Національний музей історії України у Другій світовій війні» — за цю роботу нагороджений орденом.
Брав участь у розробці проектів:
- критої спортивної арени фізкультурно-спортивного комплексу в місті Южне, співавтори Гудименко Анатолій Олександрович, Дощенко Анатолій Олександрович, Юн Анатолій Інокентійович (архітектори),  Серьогін Юрій Іванович, Горбатко Валерій Степанович (директор ВАТ «Одеський припортовий завод»)
- нових корпусів Київського політехнічного інституту,
- корпусів Національного авіаційного університету,
- реконструкція будівель Київського оперного театру, Театру оперети, Київської філармонії,
- розробці конструкції куполів Михайлівського Золотоверхого собору.

Є одним із співавторів реконструкції Майдану Незалежності,
- керував проектуванням комплексу об'єктів київського залізничного вокзалу «Південний».

У 2000-х роках був керівником адаптації проекту німецької фірми «GMP» по реконструкції НСК «Український» з урахуванням вимог українських нормативних документів.
Є розробником концепції Програми розвитку легких металевих конструкцій в Україні,
- нової системи покриттів «Київ» — увійшла до каталогу легких металевих конструкцій, котрі рекомендовані для застосування в Україні,
- нової конструктивної системи для каркасів багатоповерхових будівель.

В Академії Архітектури України очолює відділення конструкцій, матеріалів та інженерного забезпечення.
Вийшло друком його 55 наукових статей, зареєстровано 28 винаходів, зокрема «Металічна панель покриття» — разом з Ю. В. Лоцманенком.